# Isabela (Porto Rico)
Isabela è una città di Porto Rico situata sulla costa nord-occidentale dell'isola. L'area comunale confina a est con Quebradillas, a sud con San Sebastián e a ovest con Moca e Aguadilla. Nel suo territorio scorre il fiume Guajataca ed è bagnata a nord dalle acque dell'oceano Atlantico. Il comune, che fu fondato nel 1819, oggi conta una popolazione di oltre 50 000 abitanti ed è suddiviso in 14 circoscrizioni (barrios).